# 싸이언 인사이트
싸이언 인사이트(CYON Incite)는 LG전자가 2009년 2월 8일에 출시한 스마트폰이다.

## 같이 보기
- LG 인사이트